# 아폴로니아 코테로

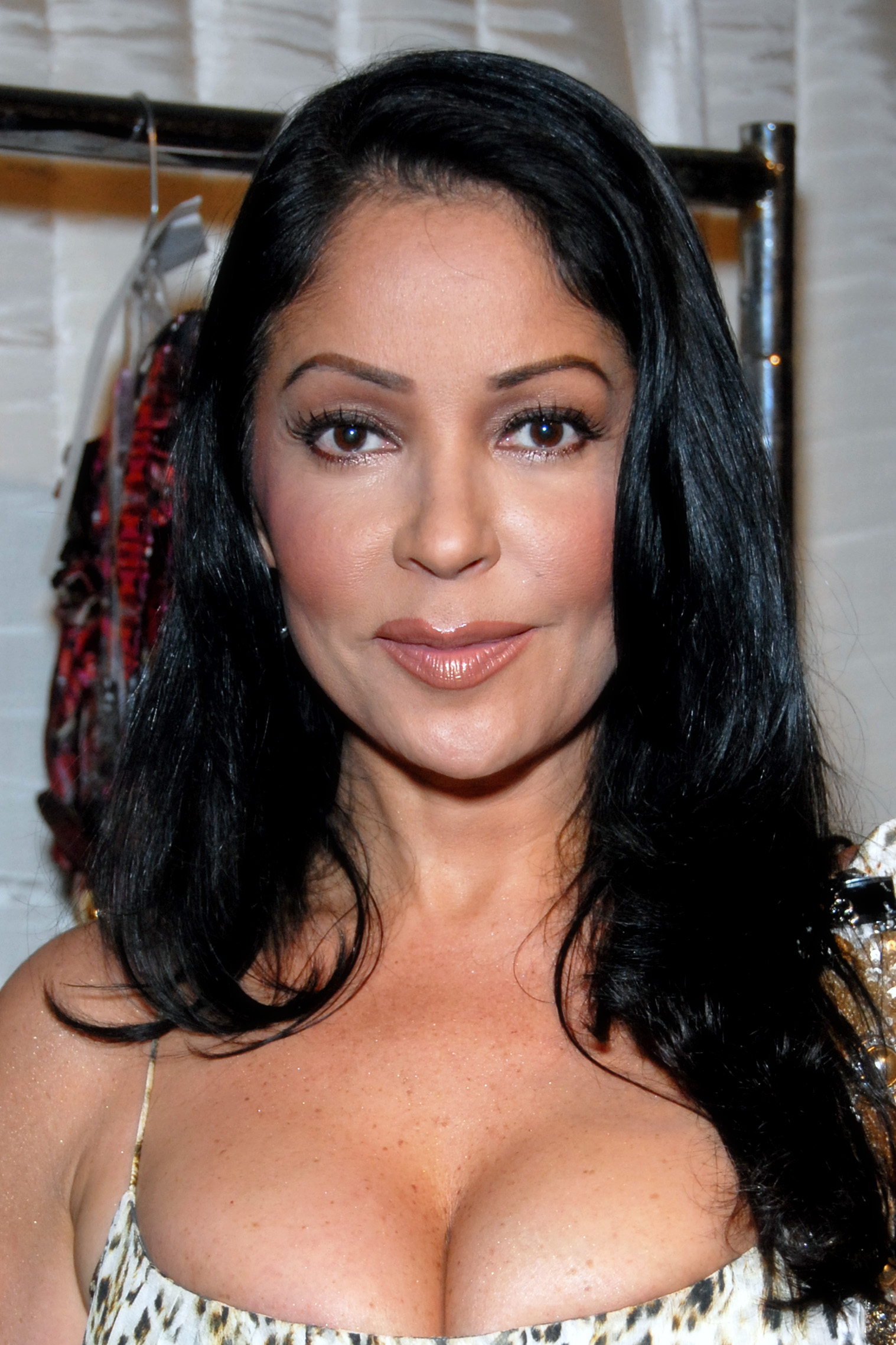

아폴로니아 코테로(Apollonia Kotero, 1959년 8월 2일 ~ )는 미국의 배우, 음악가, 가수, 모델, 텔레비전 배우, 영화배우이다.
샌타모니카에서 태어났다.

## 영화
- 애증의 여인 (1991년)
- 하이웨이 추적자 (1990년)
- 퍼플 레인 (1984년)